# Oculosiphon
Oculosiphon es un género de foraminífero bentónico de la subfamilia Rhabdammininae, de la familia Rhabdamminidae, de la superfamilia Astrorhizoidea, del suborden Astrorhizina y del orden Astrorhizida. Su especie tipo es Rhabdammina linearis. Su rango cronoestratigráfico abarca el Holoceno.

## Discusión
Clasificaciones más modernas consideran Oculosiphon un sinónimo posterior de Rhabdammina. Clasificaciones previas incluían Oculosiphon en el suborden Textulariina del orden Textulariida.

## Clasificación
Oculosiphon incluye a las siguientes especies:
- Oculosiphon linearis, aceptado como Rhabdammina linearis